# Любан Црепуля
Любан Црепуля (хорв. Ljuban Crepulja, нар. 2 вересня 1993, Чапліна) — хорватський футболіст, півзахисник клубу «Славен Белупо» та юнацької збірної Хорватії.
Виступав також за клуб «Рапід» (Бухарест).

## Клубна кар'єра
Народився 2 вересня 1993 року в місті Чапліна. Вихованець юнацьких команд футбольних клубів «Сегеста», «Локомотива» та «Динамо» (Загреб).
У дорослому футболі дебютував 2009 року виступами за команду «Сегеста», в якій провів один сезон, взявши участь у 16 матчах чемпіонату. 
Згодом з 2012 по 2021 рік грав у складі команд «Хрватскі Драговоляц», «Славен Копровниця», «Мехелен», «Шахтар» (Солігорськ), «Сараєво» та «Астра» (Джурджу).
Своєю грою за останню команду привернув увагу представників тренерського штабу клубу «Рапід» (Бухарест), до складу якого приєднався 2021 року. Відіграв за бухарестську команду наступні два сезони своєї ігрової кар'єри. Більшість часу, проведеного у складі бухарестського «Рапіда», був основним гравцем команди.
Протягом 2023—2024 років захищав кольори клубу «Волунтарі».
До складу клубу «Славен Белупо» приєднався 2024 року. Станом на 11 червня 2025 року відіграв за команду з Копривниці 30 матчів у національному чемпіонаті.

## Виступи за збірну
У 2012 році дебютував у складі юнацької збірної Хорватії (U-20), загалом на юнацькому рівні взяв участь у 2 іграх.

## Титули і досягнення
- Чемпіон Боснії і Герцеговини (1):

Сараєво: 2018-19
- Володар Кубка Боснії і Герцеговини (1):

Сараєво: 2018-19